# 1952年
1952年（1952 ねん）は、西暦（グレゴリオ暦）による、火曜日から始まる閏年。昭和27年。
この項目では、国際的な視点に基づいた1952年について記載する。

## 他の紀年法
- 干支：壬辰（みずのえ たつ）
- 日本（月日は一致）
  - 昭和27年
  - 皇紀2612年
- 中華民国（月日は一致）
  - 中華民国41年
- 朝鮮・韓国（月日は一致）
  - 檀紀：4285年
  - 主体41年
- 仏滅紀元：2494年 - 2495年
- イスラム暦：1371年4月3日 - 1372年4月13日
- ユダヤ暦：5712年4月3日 - 5713年4月13日
- 修正ユリウス日(MJD)：34012 - 34377
- リリウス日(LD)：134853 - 135218

※檀紀は、大韓民国で1948年に法的根拠を与えられたが、1962年からは公式な場では使用されていない。

※主体暦は、朝鮮民主主義人民共和国で1997年に制定された。

## カレンダー
| 1月 |    |    |    |    |    |    |
| 日  | 月 | 火 | 水 | 木 | 金 | 土 |
|     |    | 1  | 2  | 3  | 4  | 5  |
| 6   | 7  | 8  | 9  | 10 | 11 | 12 |
| 13  | 14 | 15 | 16 | 17 | 18 | 19 |
| 20  | 21 | 22 | 23 | 24 | 25 | 26 |
| 27  | 28 | 29 | 30 | 31 |    |    |
|     |    |    |    |    |    |    |

| 2月 |    |    |    |    |    |    |
| 日  | 月 | 火 | 水 | 木 | 金 | 土 |
|     |    |    |    |    | 1  | 2  |
| 3   | 4  | 5  | 6  | 7  | 8  | 9  |
| 10  | 11 | 12 | 13 | 14 | 15 | 16 |
| 17  | 18 | 19 | 20 | 21 | 22 | 23 |
| 24  | 25 | 26 | 27 | 28 | 29 |    |
|     |    |    |    |    |    |    |

| 3月 |    |    |    |    |    |    |
| 日  | 月 | 火 | 水 | 木 | 金 | 土 |
|     |    |    |    |    |    | 1  |
| 2   | 3  | 4  | 5  | 6  | 7  | 8  |
| 9   | 10 | 11 | 12 | 13 | 14 | 15 |
| 16  | 17 | 18 | 19 | 20 | 21 | 22 |
| 23  | 24 | 25 | 26 | 27 | 28 | 29 |
| 30  | 31 |    |    |    |    |    |
|     |    |    |    |    |    |    |

| 4月 |    |    |    |    |    |    |
| 日  | 月 | 火 | 水 | 木 | 金 | 土 |
|     |    | 1  | 2  | 3  | 4  | 5  |
| 6   | 7  | 8  | 9  | 10 | 11 | 12 |
| 13  | 14 | 15 | 16 | 17 | 18 | 19 |
| 20  | 21 | 22 | 23 | 24 | 25 | 26 |
| 27  | 28 | 29 | 30 |    |    |    |
|     |    |    |    |    |    |    |

| 5月 |    |    |    |    |    |    |
| 日  | 月 | 火 | 水 | 木 | 金 | 土 |
|     |    |    |    | 1  | 2  | 3  |
| 4   | 5  | 6  | 7  | 8  | 9  | 10 |
| 11  | 12 | 13 | 14 | 15 | 16 | 17 |
| 18  | 19 | 20 | 21 | 22 | 23 | 24 |
| 25  | 26 | 27 | 28 | 29 | 30 | 31 |
|     |    |    |    |    |    |    |

| 6月 |    |    |    |    |    |    |
| 日  | 月 | 火 | 水 | 木 | 金 | 土 |
| 1   | 2  | 3  | 4  | 5  | 6  | 7  |
| 8   | 9  | 10 | 11 | 12 | 13 | 14 |
| 15  | 16 | 17 | 18 | 19 | 20 | 21 |
| 22  | 23 | 24 | 25 | 26 | 27 | 28 |
| 29  | 30 |    |    |    |    |    |
|     |    |    |    |    |    |    |

| 7月 |    |    |    |    |    |    |
| 日  | 月 | 火 | 水 | 木 | 金 | 土 |
|     |    | 1  | 2  | 3  | 4  | 5  |
| 6   | 7  | 8  | 9  | 10 | 11 | 12 |
| 13  | 14 | 15 | 16 | 17 | 18 | 19 |
| 20  | 21 | 22 | 23 | 24 | 25 | 26 |
| 27  | 28 | 29 | 30 | 31 |    |    |
|     |    |    |    |    |    |    |

| 8月 |    |    |    |    |    |    |
| 日  | 月 | 火 | 水 | 木 | 金 | 土 |
|     |    |    |    |    | 1  | 2  |
| 3   | 4  | 5  | 6  | 7  | 8  | 9  |
| 10  | 11 | 12 | 13 | 14 | 15 | 16 |
| 17  | 18 | 19 | 20 | 21 | 22 | 23 |
| 24  | 25 | 26 | 27 | 28 | 29 | 30 |
| 31  |    |    |    |    |    |    |
|     |    |    |    |    |    |    |

| 9月 |    |    |    |    |    |    |
| 日  | 月 | 火 | 水 | 木 | 金 | 土 |
|     | 1  | 2  | 3  | 4  | 5  | 6  |
| 7   | 8  | 9  | 10 | 11 | 12 | 13 |
| 14  | 15 | 16 | 17 | 18 | 19 | 20 |
| 21  | 22 | 23 | 24 | 25 | 26 | 27 |
| 28  | 29 | 30 |    |    |    |    |
|     |    |    |    |    |    |    |

| 10月 |    |    |    |    |    |    |
| 日   | 月 | 火 | 水 | 木 | 金 | 土 |
|      |    |    | 1  | 2  | 3  | 4  |
| 5    | 6  | 7  | 8  | 9  | 10 | 11 |
| 12   | 13 | 14 | 15 | 16 | 17 | 18 |
| 19   | 20 | 21 | 22 | 23 | 24 | 25 |
| 26   | 27 | 28 | 29 | 30 | 31 |    |
|      |    |    |    |    |    |    |

| 11月 |    |    |    |    |    |    |
| 日   | 月 | 火 | 水 | 木 | 金 | 土 |
|      |    |    |    |    |    | 1  |
| 2    | 3  | 4  | 5  | 6  | 7  | 8  |
| 9    | 10 | 11 | 12 | 13 | 14 | 15 |
| 16   | 17 | 18 | 19 | 20 | 21 | 22 |
| 23   | 24 | 25 | 26 | 27 | 28 | 29 |
| 30   |    |    |    |    |    |    |
|      |    |    |    |    |    |    |

| 12月 |    |    |    |    |    |    |
| 日   | 月 | 火 | 水 | 木 | 金 | 土 |
|      | 1  | 2  | 3  | 4  | 5  | 6  |
| 7    | 8  | 9  | 10 | 11 | 12 | 13 |
| 14   | 15 | 16 | 17 | 18 | 19 | 20 |
| 21   | 22 | 23 | 24 | 25 | 26 | 27 |
| 28   | 29 | 30 | 31 |    |    |    |
|      |    |    |    |    |    |    |

## できごと

### 1月
- 1月18日 - 韓国大統領・李承晩がアメリカ等の反対を無視して海洋主権宣言を行い、漁船立入禁止線を設定した[1]。この海洋主権宣言は「李承晩ライン」として知られるようになり、日本と韓国の間で外交問題となった。
- 1月21日 - 白鳥事件

### 2月
- 2月4日 - アメリカ軍の統治下にあったトカラ列島が日本国政府の施政下に復帰（本土復帰、2月10日に十島村を新設）
- 2月6日
  - イギリス国王ジョージ6世が薨去、エリザベス2世即位（戴冠は翌年6月2日）。
  - イギリス・ウィンザー城でジョージ6世の国葬挙行。
- 2月18日 - トルコが北大西洋条約機構加盟。
- 2月18日 - 富士銀行ギャング強盗事件。フランス兵2名、日本人4名によるピストル銀行強盗。
- 2月21日 - 東パキスタン（現バングラデシュ）で、警官による学生に対する発砲事件が発生。その後の国民的抗議運動に発展、結果的に東パキスタンでベンガル語が公用語と認可されることとなり、UNESCOは後日この日を「国際母語デー」に認定する。
- 2月26日 - イギリス首相ウィンストン・チャーチル、同国が核兵器を保有したことを公表。
- 2月28日 - 日米行政協定調印。

### 3月
- 3月10日
  - キューバでフルヘンシオ・バティスタがクーデター。
  - ヨシフ・スターリンが東西ドイツ統一に関する交渉を求める覚書を西側占領国に送る。（スターリン・ノート）
- 3月20日 - アメリカ合衆国政府、日本国との平和条約を批准。

### 4月
- 4月1日 - 琉球中央政府発足。
- 4月18日 - 日本と西ドイツの間に国交樹立。
- 4月28日
  - 日本国との平和条約発効に伴い、連合国軍による被占領解除（GHQ廃止、日本の主権回復）。
  - 日本国とアメリカ合衆国との間の安全保障条約発効。
  - 日華平和条約締結（8月5日発効）。

### 5月
- 5月2日 - ロンドン - ヨハネスブルク間に、世界初の旅客用ジェット機就航。
- 5月15日 - 日本とイスラエルの間に国交樹立。
- 5月19日 - 白井義男が日本人で初のボクシング世界チャンピオンになる。
- 5月27日 - 欧州防衛共同体条約調印。この条約が発効することはなかった。

### 6月
- 6月15日 - 「アンネ・フランクの日記」刊行。
- 6月19日 - アメリカ陸軍特殊部隊群結成。
- 6月29日 - 神戸イギリス水兵強盗事件。神戸に入港中のイギリス海軍艦艇の水兵がタクシー強盗を働き逮捕され、裁判権を巡って日英が対立し国際問題となったが、日本側は犯人に有罪判決を下した。[2][3]

### 7月
- 7月1日 - 羽田飛行場の施設の一部がアメリカ軍から返還され、東京国際空港としての業務を開始。
- 7月19日 - 8月3日 - ヘルシンキオリンピック開催。日本代表がベルリンオリンピック以来16年ぶりに夏季オリンピック参加。
- 7月23日
  - パリ条約の発効により欧州石炭鉄鋼共同体が発足。
  - エジプト自由将校団クーデター。
- 7月25日 - プエルトリコがアメリカ合衆国自治領となる。
- 7月27日 - ヴォルガ・ドン運河が開通。

### 8月
- 8月13日 - 日本が国際通貨基金 (IMF) に加盟。
- 8月14日 - 西ドイツが国際通貨基金 (IMF) と世界銀行に加盟。
- 8月27日 - 西ドイツがイスラエルに対し、第二次世界大戦中のユダヤ人虐待およびホロコーストに対する賠償金として30億ドイツマルクを払う条約に署名。

### 9月
- 9月18日 - ソビエト連邦、日本の国際連合加盟申請に拒否権発動。

### 10月
- 10月3日 - イギリスが初の原爆実験を実施し、アメリカ・ソ連に続く第3の核保有国となる。（ハリケーン作戦）
- 10月8日 - 予定されていた朝鮮戦争停戦協議が延期される。
- 10月11日から15日 - 南日島戦役。
- 10月14日 - 国際連合、ニューヨークの国際連合本部ビルの利用開始。
- 10月20日 - ケニアに戒厳令布告。
- 10月25日 - 「日本国との平和条約」発効により、ポツダム命令がこの日で全て廃止される。

### 11月
- 11月1日 - アメリカがエニウェトク環礁で人類初の水爆実験を行う。
- 11月4日
  - マグニチュード9.0のカムチャツカ地震発生。
  - 1952年アメリカ合衆国大統領選挙で、共和党候補のドワイト・D・アイゼンハワーが当選。
  - アメリカ国防総省の情報機関である軍保安局がアメリカ国家安全保障局（NSA）に改称。
- 11月25日 - イギリスのイーストエンドで「The Mousetrap」の上演が始まる(世界最長ロングラン公演)
- 11月29日 - アイゼンハワー、朝鮮半島を訪問。

### 12月
- 12月4日 - イギリス、ロンドンスモッグ事件。激しい大気汚染で数千人が死亡。
- マザー・テレサ、「死を待つ人々の家」を開設。

## 芸術・文化

### 映画
- 雨に唄えば（監督：ジーン・ケリー、スタンリー・ドーネン）
- 禁じられた遊び（監督：ルネ・クレマン）
- 真昼の決闘（監督：フレッド・ジンネマン）
- ライムライト（監督：チャールズ・チャップリン）

### 音楽
- 8月29日 - ジョン・ケージの4分33秒初演

## 誕生

### 1月
- 1月4日 - ホルバス・キング、クロアチア民族のハンガリーの政治家およびハンガリーの言語学者 （+ 2020年）
- 1月6日 - スルマ・ユガール、歌手
- 1月6日 - ボブ・アダムス、野球選手、メジャーリーガー
- 1月8日 - ヴラジーミル・フェルツマン、ピアニスト
- 1月11日 - リー・リトナー、ギタリスト
- 1月15日 - ジョージ・ブレー、心理学者（+ 2021年）
- 1月17日 - 坂本龍一、作曲家、編曲家、ピアニスト（+ 2023年）
- 1月17日 - ピート・ラコック、元プロ野球選手
- 1月17日 - ダレル・ポーター、野球選手、メジャーリーガー（+ 2002年）
- 1月21日 - 佐藤剛、音楽プロデューサー、ノンフィクション作家（+ 2023年）
- 1月21日 - マイク・クルーコウ、野球選手、メジャーリーガー
- 1月24日 - ジョン・スコット、元プロ野球選手
- 1月25日 - 牛山茂、声優

### 2月
- 2月2日 - ラルフ・マークル、工学者
- 2月2日 - 朴槿恵、政治家、第18代韓国大統領
- 2月3日 - フレッド・リン、野球選手、メジャーリーガー
- 2月6日 - リカルド・ラ・ボルペ、元サッカー選手、サッカー指導者
- 2月6日 - 古橋照司、アーチェリー選手
- 2月8日 - 郷里大輔、声優（+ 2010年）
- 2月10日 - リー・シェンロン、政治家、シンガポール共和国第3代首相
- 2月14日 - 酒井庸行、政治家
- 2月16日 - ジェームス・イングラム、ミュージシャン（+ 2019年[4]）
- 2月17日 - ゲイリー・チョーク、俳優、声優
- 2月19日 - 村上龍、小説家、映画監督、脚本家
- 2月19日 - エイミ・タン、小説家
- 2月21日 - 横尾まり、声優
- 2月23日 - 中島みゆき、シンガーソングライター、ラジオパーソナリティ

### 3月
- 3月1日 - マーティン・オニール、元サッカー選手、サッカー指導者
- 3月5日 - 渋沢田鶴子、福祉学者
- 3月6日 - マリエル・ラベック、ピアニスト（ラベック姉妹）
- 3月11日 - ダグラス・アダムス、小説家（+ 2001年）
- 3月15日 - スティーブ・ストローター、元プロ野球選手（+ 2018年）
- 3月26日 - ディディエ・ピローニ、元F1ドライバー（+ 1987年）
- 3月28日 - トニー・ブライズ、F1ドライバー（+ 1975年）

### 4月
- 4月1日 - アネット・オトゥール、女優
- 4月2日 - ウィル・ホイ、イギリスのレーシングドライバー（+ 2002年）
- 4月4日 - カレン・マグヌセン、フィギュアスケート選手
- 4月9日 - テッド・タリー、脚本家・劇作家
- 4月10日 - さだまさし、シンガーソングライター
- 4月10日 - スティーヴン・セガール、俳優
- 4月13日 - 原康義、声優
- 4月13日 - 王小波、小説家（+ 1997年）
- 4月24日 - ジャン＝ポール・ゴルチエ、ファッションデザイナー
- 4月27日 - ジョージ・ガービン、バスケットボール選手、NBA選手
- 4月28日 - 村生ミオ、漫画家（+ 2022年）
- 4月29日 - ロン・ワシントン、プロ野球指導者、元メジャーリーガー

### 5月
- 5月2日 - 平原まこと、マルチサックスプレイヤー（+ 2021年）
- 5月2日 - 夏木マリ、女優・歌手
- 5月6日 - 向井千秋、宇宙飛行士
- 5月12日 - 風吹ジュン、女優・歌手・タレント
- 5月14日 - ロバート・ゼメキス、映画監督・脚本家
- 5月16日 - アレクサンドル・ザイツェフ、フィギュアスケート選手
- 5月18日 - 秋山孝、イラストレーター・多摩美術大学教授（+ 2022年）
- 5月20日 - ロジェ・ミラ、元サッカー選手
- 5月25日 - ケント・ギルバート、弁護士
- 5月30日 - コチシュ・ゾルターン、ピアニスト・指揮者・作曲家（+ 2016年）

### 6月
- 6月3日 - ルイージ・リッツィ、言語学者
- 6月6日 - ウガンダ・トラ、タレント・ドラマ－（+ 2008年）
- 6月7日 - リーアム・ニーソン、俳優
- 6月12日 - 沖雅也、俳優（+ 1983年）
- 6月20日 - ベニー・ユキーデ、全米プロ空手選手

### 7月
- 7月1日 - 山岡淳二、アクション監督（+ 2021年）
- 7月2日 - 小柳ルミ子、歌手・女優
- 7月7日 - ヴァーツラフ・フデチェク、ヴァイオリニスト
- 7月10日 - 一龍斎春水、声優
- 7月14日 - 水谷豊、俳優
- 7月15日 - 小池百合子、政治家
- 7月15日 - ジョン・クレランド、イギリスのレーシングドライバー
- 7月17日 - デビッド・ハッセルホフ、俳優・歌手
- 7月20日 - 松坂慶子、女優
- 7月21日 - ロビン・ウィリアムズ、俳優
- 7月23日 - ジャニス・シーゲル、歌手・マンハッタン・トランスファーメンバー
- 7月24日 - ガス・ヴァン・サント、映画監督
- 7月27日 - バンプ・ウィルス、元プロ野球選手

### 8月
- 8月2日 - バンボ・リベラ、元プロ野球選手
- 8月3日 - ボブ・デービッドソン、メジャーリーグ審判員
- 8月3日 - オズワルド・アルディレス、元サッカー選手
- 8月3日 - マーティン・ロスコー、ピアニスト・音楽教師
- 8月15日 - クレイグ・ライアン、元プロ野球選手
- 8月17日 - ネルソン・ピケ、F1レーサー
- 8月17日 - 聶衛平、囲碁棋士、中国囲棋協会副主席・中国棋院技術顧問
- 8月20日 - 富山誠、宗教家、幸福の科学創始者大川隆法の兄 (+ 1993年)
- 8月21日 - ジョー・ストラマー、ミュージシャン（ザ・クラッシュ）（+ 2002年）
- 8月21日 - 滝沢久美子、声優（+ 2022年）
- 8月23日 - ジェリー・ホワイト、元プロ野球選手
- 8月25日 - ヴィジャヤカーント、俳優・政治家
- 8月27日 - マイク・エドワーズ、元プロ野球選手

### 9月
- 9月2日 - よこざわけい子、声優
- 9月2日 - ジミー・コナーズ、テニス選手
- 9月8日 - 土師孝也、声優
- 9月12日 - 堀之紀、声優
- 9月16日 - ミッキー・ローク、俳優・元プロボクサー
- 9月21日 - アート・ガードナー、元プロ野球選手
- 9月25日 - クリストファー・リーヴ、俳優（+ 2004年）
- 9月28日 - シルビア・クリステル、映画女優・モデル（+ 2012年）
- 9月30日 - ジャック・ワイルド、イギリスの俳優（+ 2006年）

### 10月
- 10月1日 - 三沢淳、元プロ野球選手・政治家（+ 2022年）
- 10月5日 - エモマリ・ラフモン、タジキスタン大統領
- 10月7日 - ウラジーミル・プーチン、ロシア連邦大統領
- 10月14日 - ニコライ・アンドリアノフ、体操競技選手（+ 2011年）
- 10月15日 - 湯山邦彦、アニメーション監督
- 10月15日 - ヴァイッド・ハリルホジッチ、元サッカー選手・サッカー指導者
- 10月18日 - アンソニー・ポーソン、科学者（+ 2013年）
- 10月24日 - 坂口哲夫、声優
- 10月31日 - ジョー・ウェスト、メジャーリーグ審判員
- 10月31日 − 藤田三保子、女優・シャンソン歌手
- 10月31日 - モーリス・ルーカス：バスケットボール選手・NBA選手（+ 2010年）

### 11月
- 11月5日 - オレグ・ブロヒン、元サッカー選手
- 11月8日 - 堺正幸、フリーアナウンサー
- 11月8日 - ジョン・デニー、野球選手、メジャーリーガー
- 11月9日 - ジャック・W・ショスタク、生物学者
- 11月9日 - ジム・リグルマン、メジャーリーグ監督
- 11月11日 - 吉幾三、シンガーソングライター
- 11月11日 - カマ・シウォール・カマンダ、詩人・作家・語り部
- 11月14日 - 小林繁、元プロ野球選手（+ 2010年）
- 11月16日 - 宮本茂、ゲームクリエイター、プロデューサー
- 11月18日 - ダン・ブリッグス、元プロ野球選手
- 11月28日 - ロルフ・エステルライヒ、フィギュアスケート選手

### 12月
- 12月4日 - レオン・リー、元プロ野球選手
- 12月9日 - ブルース・ボウクレア、元プロ野球選手
- 12月10日 - 坂田おさむ、タレント
- 12月11日 - 秋本治、漫画家
- 12月15日 - カサンドラ・ハリス、俳優・ボンドガール（+ 1991年）
- 12月15日 - 黄禹錫、韓国の生物学者
- 12月15日 - アラン・シモンセン、元サッカー選手
- 12月21日 - ウォーキーン・アンドゥハー、野球選手、メジャーリーガー（+ 2015年）
- 12月27日 - ラム・チェンイン、俳優・スタントマン（+ 1997年）
- 12月27日 - マーク・ブダスカ、元プロ野球選手
- 12月27日 - 陳時中、台湾の政治家、歯科医師
- 12月29日 - 浜田省吾、シンガーソングライター

## 死去
- 1月26日 - ホルローギーン・チョイバルサン、モンゴルの指導者（* 1895年）
- 2月6日 - ジョージ6世、イギリス王（* 1895年）
- 2月10日 - ヘンリー・D・デーキン、化学者（* 1880年）
- 2月13日 - ジョセフィン・テイ、推理作家（* 1896年）
- 3月9日 - アレクサンドラ・コロンタイ、ボリシェビキの活動家（* 1872年）
- 4月1日 - モルナール・フェレンツ、劇作家・小説家（* 1878年）
- 4月23日 - エリザベート・シューマン、ソプラノ歌手（* 1888年）
- 5月3日 - ルイス・ワース、社会学者（* 1897年）
- 5月4日 - ユーリー・ビリビン、地質学者（* 1901年）
- 5月6日 - マリア・モンテッソーリ、イタリアの幼児教育家（* 1870年）
- 6月1日 - ジョン・デューイ、教育学者・思想家（* 1859年）
- 6月20日 - ルイジ・ファジオーリ、レーシングドライバー（* 1898年）
- 7月21日 - ペドロ・ラスクライン、第39代メキシコ合衆国大統領（* 1856年）
- 7月24日 - リカルト・ヨハンソン、フィギュアスケート選手（* 1882年）
- 7月26日 - エバ・ペロン、アルゼンチンのファン・ペロン大統領夫人（* 1919年）
- 7月31日 - ワルデマル・ボンゼルス、児童文学作家（* 1880年）
- 8月20日 - クルト・シューマッハー、ドイツ社会民主党の指導者（* 1895年）
- 11月8日 - ハロルド・イニス、経済学者・社会学者（* 1894年）
- 11月20日 - ベネデット・クローチェ、思想家（* 1866年）
- 11月26日 - スヴェン・ヘディン、探検家（* 1865年）
- 12月4日 - カレン・ホーナイ、精神分析家（* 1885年）
- 12月18日 - エルンスト・シュトローマー、古生物学者（* 1870年）
- 12月23日 - ヴァスィリー・エロシェンコ、エスペランティスト・作家（* 1890年）

## ノーベル賞
- 物理学賞 - フェリックス・ブロッホ、エドワード・ミルズ・パーセル
- 化学賞 - アーチャー・マーティン、リチャード・シング
- 生理学・医学賞 - セルマン・ワクスマン
- 文学賞 - フランソワ・モーリアック
- 平和賞 - アルベルト・シュヴァイツァー